# مطار كوروموخ الدولي
مطار كوروموخ الدولي (الروسية: Международный аэропорт "Курумоч") (إياتا: KUF، إيكاو: UWWW) هو مطار دولي في سامارا، روسيا، يقع 35 كم شمال المدينة. إلى جانب سامارا، يخدم المطار تولياتي - ثاني أكبر مدينة في المنطقة. نشأ اسم المطار لقربه من قرية كوروموخ.

## الوصف
أصبح مطار كوروموخ جاهزًا للعمل رسميًا في 15 مايو 1961، كمطار محلي. يشتهر المطار بكونه أكبر مطار في منطقة الفولجا الفيدرالية. في عام 2017، خدم مطار كوروموخ 2،649،426 مسافرًا، بزيادة قدرها 26.6٪ عن العام السابق. قامت أكثر من 30 شركة طيران بـ 12،959 رحلة مغادرة إلى 43 وجهة في عام 2017، بالإضافة إلى معالجة 3483 طنًا من البضائع في محطة الشحن. اعتبارًا من أغسطس 2018، تم تصنيف المطار في المرتبة 13 في روسيا من حيث عدد الركاب، مع 2،092،064 مسافرًا بعد فترة 8 أشهر، بزيادة قدرها 20.7 ٪ عن نتائج أغسطس 2017.

## شركات الطيران والوجهات

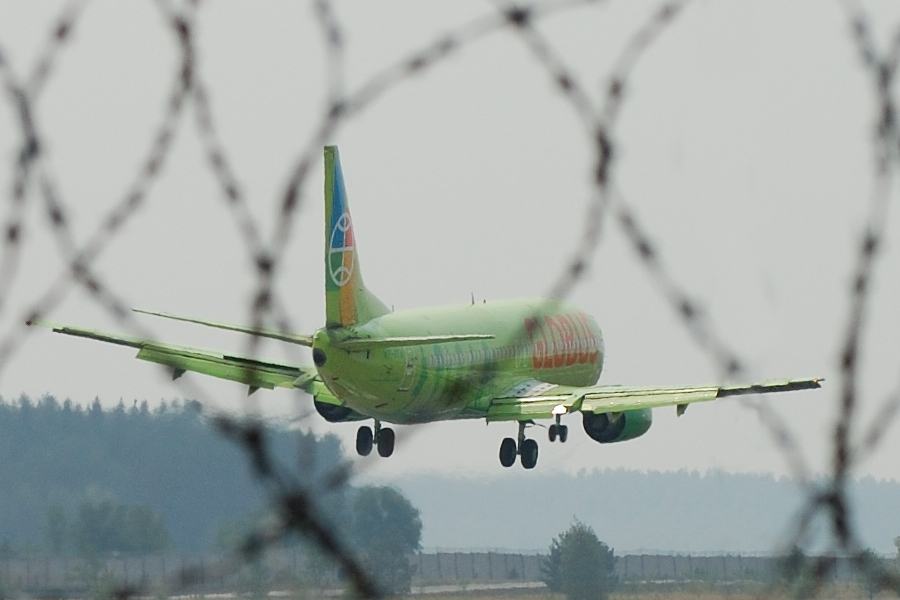
هبوط طائرة بوينغ 737-500 (كوروموخ، سامارا، روسيا)

| شركـات طيـران               | الوجهات |
| --------------------------- | --- |
| إيروفلوت                    | مطار شيريميتييفو الدولي |
| ALROSA                      | Mirny، مطار دوموديدوفو الدولي |
| Armenian Airlines           | مطار يريفان الدولي |
| Azimuth                     | Krasnodar، Mineralnye Vody، Rostov-on-Don |
| Azur Air                    | موسمي عارض: مطار آل مكتوم الدولي، مطار غوا الدولي، مطار كام رانه الدولي، Phuket، مطار عبيد أماني كرومي الدولي                                               |
| فلاي دبي                    | موسمي: مطار دبي الدولي |
| FlyOne                      | مطار يريفان الدولي |
| I-Fly                       | موسمي عارض: مطار سانيا فينيكس الدولية |
| Ikar                        | مطار يريفان الدولي موسمي عارض: مطار آل مكتوم الدولي |
| IrAero                      | مطار حيدر علييف الدولي، Nizhny Novgorod، Novy Urengoy، مطار بولكوفو، Volgograd                                                                              |
| Izhavia                     | موسمي عارض: Novy Urengoy |
| Nordwind Airlines           | مطار حيدر علييف الدولي، مطار إسطنبول الدولي، مطار كالينينغراد موسمي: مطار يريفان الدولي موسمي عارض: مطار كام رانه الدولي، مطار يو تاباو الدولي، Phuket      |
| Red Wings                   | مطار دوموديدوفو الدولي، مطار يريفان الدولي موسمي عارض: مطار أنطاليا                                                                                         |
| روسيه (خطوط جوية)           | مطار بولكوفو، مطار يريفان الدولي موسمي: مطار سوتشي الدولي                                                                                                   |
| RusLine                     | Syktyvkar |
| خطوط إس سفن                 | مطار دوموديدوفو الدولي، مطار نوفوسيبيرسك موسمي: مطار الغردقة الدولي، مطار شرم الشيخ الدولي                                                                  |
| Smartavia                   | Krasnodar، Nizhnevartovsk، Novy Urengoy، مطار بولكوفو |
| Southwind Airlines          | موسمي عارض: مطار أنطاليا |
| الخطوط الجوية التركية       | مطار إسطنبول الدولي |
| خطوط أورال الجوية           | مطار دوشنبه الدولي، Khujand، مطار دوموديدوفو الدولي، Noyabrsk، مطار سيمفروبول الدولي، مطار سوتشي الدولي، مطار يريفان الدولي موسمي عارض: مطار أنطاليا، Tivat |
| Utair                       | مطار حيدر علييف الدولي، مطار فنوكوفو الدولي، Nizhnevartovsk، مطار كولتسوفو الدولي موسمي: مطار كوغاليم الدولي، Sabetta، Surgut، Ufa                          |
| UVT Aero                    | Chelyabinsk، Kazan، Novy Urengoy، Omsk، Perm، Salekhard |
| الخطوط الجوية الأوزبكستانية | مطار طشقند الدولي |
| Yamal Airlines              | Mirny، Tyumen |

## الإحصائيات
| السنة | الركاب    | % التغير |
| ----- | --------- | -------- |
| 2010  | 1,570,911 |          |
| 2011  | 1,740,641 | 10.8%    |
| 2012  | 1,890,483 | 8.6%     |
| 2013  | 2,167,728 | 14.7%    |
| 2014  | 2,377,418 | 9.7%     |
| 2015  | 2,208,129 | 7.1%     |
| 2016  | 2,091,818 | 5.3%     |
| 2017  | 2,649,426 | 26.7%    |

## حوادث
- في 8 مارس 1965، تحطمت رحلة إيروفلوت 513 بعد وقت قصير من إقلاعها. قُتل 30 من 39 شخصًا كانوا على متنها.[19]
- في 20 أكتوبر 1986، تحطمت رحلة إيروفلوت 6502 أثناء الهبوط، مما أسفر عن مقتل 70 من 94 شخصًا كانوا على متنها.[20]